# Brachytheciaceae

## Introdução
A família Brachytheciaceae encontrada dentro do grupo das briófitas, na classe Bryopsida. Conta com 62 gêneros e 2064 espécies descritas, mas dentre elas apenas 1117 são aceitas atualmente. Estas são briófitas (filo Bryophyta), plantas avasculares, de pequeno porte, geralmente encontradas em regiões que apresentam umidade elevada. As briófitas têm grande importância evolutiva por serem descritas como as primeiras a colonizarem o ambiente terrestre , mesmo que ainda dependentes de água em abundância.

## Morfologia
Há uma variação de tamanho e coloração (verde escuro, verde claro, amarelada, acastanhada, esbranquiçada ou possivelmente negra). As hastes são ascendentes, eretas, podendo ser arqueadas ou pendentes, nas cores verdes ou avermelhadas, ramificações curvadas, apresentando ramificação; seus rizoides estão situados no caule abaixo da inserção da folha ou ao longo da zona de contato com o substrato em hastes; pêlos axilares de 2 á 7 células.
A folha de caule é ereta, larga ou falcada; base estreita ou arredondada; o ápice é cônico ou acuminado; a superfície abaxial podendo ser, em alguns casos, denteada. Suas cápsulas são relativamente pequenas, curvadas e assimétricas. O opérculo pode ser cônico ou acuminado.

## Ciclo de Vida
O ciclo de vida dos Brachytheciaceae ocorre da mesma maneira que ocorre nas Briófitas. Tudo começa na formação do gametófito (sendo ele haploide - n) tanto masculino como feminino, que em seguida produzirá, os anterídios e os arquegônio, sendo as estruturas que resultarão na produção dos gametas. Sendo assim, os gametas masculinos irão ser carregados através da água, até acharem o gameta feminino dentro do arquegônio, logo em seguida após a fecundação, formarão um zigoto (sendo ele diploide - 2n). Esse zigoto formará um esporófito (que continuará sendo diploide - 2n) na qual ira produzir um esporângio, formando os  esporos (que agora serão haploides - n) através da meiose. Esses esporos irão gerar os novos gametófitos, fazendo com que o ciclo se reinicie.

## Relações Filogenética
Foram descritas pela primeira vez por Ignatov e Huttunen em 2002 ,  as espécies foram colocadas em Brachythecium Schimp. divididos em três gêneros diferentes, baseado nos estudos morfológicos e moleculares da família 
Ao longo do tempo , foram transferidas três espécies adicionais a essa família, tornando o último gênero um grupo monofilético sem ter encontrado uma sinapomorfia a ele.
Resumindo, a filogenia da Ordem à qual pertence esta família ainda é muito debatida, com algumas possíveis teorias ainda a serem estudadas e analisadas de modo mais aprofundundado.

## Distribuição
São encontrados em diversas regiões do Brasil (Peralta, 2014) como no Norte (Acre, Amazonas, Amapá, Pará, Rondônia, Roraima, Tocantins), no Nordeste (Alagoas, Bahia, Ceará, Paraíba, Pernambuco, Rio Grande do Norte), no Centro-Oeste (Goiás, Mato Grosso do Sul, Mato Grosso), no Sudeste (Espírito Santo, Minas Gerais, Rio de Janeiro, São Paulo), no Sul (Paraná, Rio Grande do Sul, Santa Catarina 
Esses tipos de plantas são encontradas em várias vegetações do Brasil como nas Floresta Ciliares, Floresta de Igapó, Floresta de Terra Firme, Floresta de Várzea, Floresta Estacional Decidual, Floresta Estacional Perenifólia, Floresta Estacional Semidecidual, Floresta Ombrófila (conhecida também como Floresta Pluvial), Floresta Ombrófila Mista e a Restinga .
Atualmente, são encontrado apenas 9 gêneros e 20 espécies, sendo 1 endêmica.

### Lista de espécies encontradas no Brasil[5]
- Aerolindigia capillacea (Hornsch.) M. Menzel
- Brachythecium occidentale (Hampe) A.Jaeger
- Brachythecium plumosum (Hedw.) Schimp.
- Brachythecium poadelphus Müll. Hal.
- Brachythecium ruderale (Brid.) W.R.Buck
- Meteoridium remotifolium (Müll.Hal.) Manuel
- Palamocladium leskeoides (Hook.) E.Britton
- Platyhypnidium aquaticum (A.Jaeger) M.Fleisch.
- Pseudoscleropodium purum (Hedw.) M.Fleisch.
- Rhynchostegium conchophyllum A.Jaeger
- Rhynchostegium serrulatum (Hedw.) A.Jaeger
- Squamidium brasiliense Broth.
- Squamidium diversicoma (Hampe) Broth.
- Squamidium isocladum (Renauld & Cardot)
- Squamidium leucotrichum (Taylor) Broth.
- Squamidium macrocarpum (Spruce ex Mitt.) Broth.
- Squamidium nigricans (Hook.) Broth.
- Zelometeorium ambiguum (Hornsch.) Manuel
- Zelometeorium patens (Hook.) Manuel
- Zelometeorium patulum (Hedw.) Manuel